# آب‌انبار اردوغش
آب‌انبار اردوغش مربوط به دوره پهلوی است و در شهرستان زبرخان، غرب روستای اردوغش واقع شده و این اثر در تاریخ ۲۷ آبان ۱۳۸۵ با شمارهٔ ثبت ۱۶۴۷۷ به‌عنوان یکی از آثار ملی ایران به ثبت رسیده‌است.